# Pello Otxandiano Kanpo
Pello Otxandiano Kanpo   (Otxandio, 20 d'agost de 1983) és un enginyer i polític basc. Ha estat director del programa d'Euskal Herria Bildu i, el 2023, el Comitè Polític d'aquesta coalició el va proposar com a candidat a la presidència per a les properes eleccions al Parlament Basc de 2024.

## Biografia
Criat en el si d'una família nacionalista basca, va estudiar enginyeria de telecomunicacions i es va doctorar a la Universitat de Mondragón i a la Universitat Tecnològica de Chalmers a Göteborg. Tot i que abans va militar en el moviment estudiantil, es va iniciar en política l'any 2011, primer com a regidor al municipi d'Otxandio i després al partit Sortu, fins al 2016.
Posteriorment, va ser director de programes d'Euskal Herria Bildu, i arran d'aquest treball, va aparèixer com a ideòleg d'EH Bildu. El desembre de 2023 el Comitè Polític del seu partit el va proposar com a cap de llista a les eleccions al Parlament Basc de 2024.